# Бичем, Стефани
Стефани Бичем (англ. Stephanie Beacham, род. род. 28 февраля 1947, Барнет) — английская актриса, ставшая известной благодаря ролям различных злодеек в кино и на телевидении. Номинант на премию «Золотой глобус» в 1990 году.

## Ранняя жизнь
Стефани Бичем родилась в Барнет, Хартфордшир, Англия. Вскоре после рождения стало известно, что она не слышит правым ухом из-за того, что её мать болела ветрянкой во время беременности. Из-за этого она решила стать инструктором по танцем для глухих детей, однако после ей было предложено стать моделью. Бичем закончила католическую школу, а актёрскому мастерству обучалась в Королевской академии драматического искусства в Лондоне.

## Карьера
Стефани Бичем появилась в более восьмидесяти фильмах и телешоу на протяжении своей карьеры. Она добилась первой широкой известности в 1971 году сыграв главную женскую роль в фильме «Ночные пришельцы» с Марлоном Брандо. В следующем году она снялась в фильме «Дракула, год 1972». Большую часть семидесятых актриса провела играя отрицательных героинь на телевидении и низкобюджетных фильмах, таких как «Планета ужасов» и «Как можно быть таким ублюдком, инспектор Клифф?». С 1981 по 1982 год она снималась в сериале «Тенко» о группе женщин-военнопленных, а после сыграла главную роль в сериале «Конни».
В 1985 году Стефани Бичем переехала в Америку, чтобы сыграть роль Сэйбл Колби, основной злодейки телесериала «Семья Колби», спин-оффе «Династии». Хотя сериал имел большой по тем временам бюджет и известных актёров, его рейтинги были не высоки и проект был закрыт после двух сезонов. Бичем затем присоединилась к «Династии», играя антагониста для Алексис Колби, героини Джоан Коллинз. После завершения «Династии» она продолжала активно появляться на экранах в ролях злодеек, в особенности в таких сериалах как «Беверли-Хиллз, 90210» и «Зачарованные», производства Аарона Спеллинга. В 1993—1994 годах она снялась в сериале «Подводная Одиссея», производства Стивена Спилберга. В начале двухтысячных она вернулась в Англию, где в основном снималась на телевидении.

## Личная жизнь
С 1973 по 1978 год Стефани Бичем была замужем за актёром Джоном МакИнери, у них две дочери.